# Уезды КНР
Уезд (кит. упр. 县, пиньинь xiàn, палл. сянь) — основная административная единица уездного уровня в КНР. Уезды постоянно существовали с периода Сражающихся царств, то есть, намного раньше, чем любая другая административная единица КНР. Когда Цинь Шихуанди впервые объединил страну и унифицировал её административно-территориальную структуру, то там было около 1000 уездов.

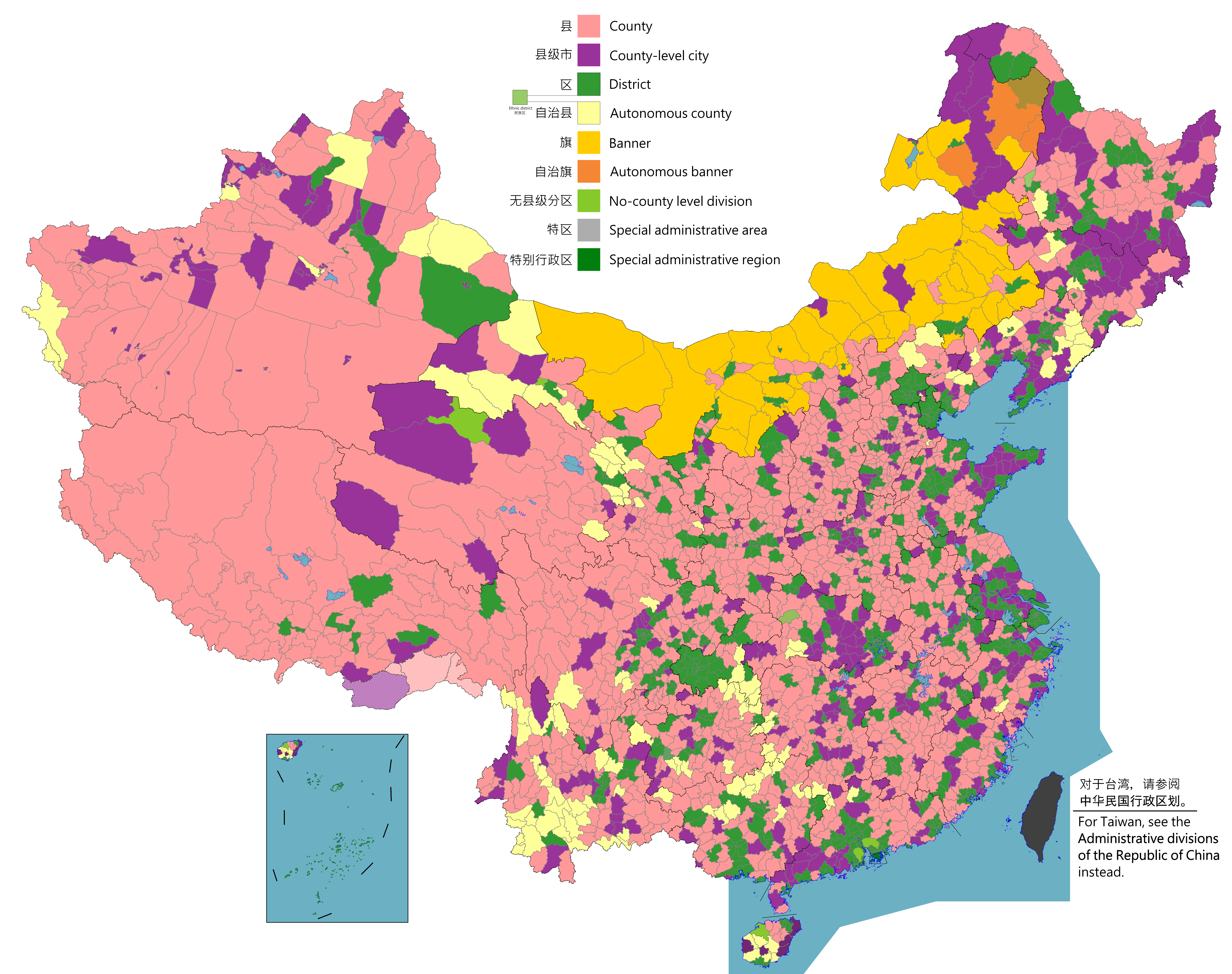
Уезды КНР (розовый)

В императорском Китае уезд был важной административной единицей, так как он являлся низшим уровнем имперской бюрократической структуры — управление на более низких уровнях базировалось на неформальной небюрократизированной системе.
Правительство Китайской Республики упразднило половину уровней административного деления, оставив лишь провинции и уезды, а также предприняло первую попытку учреждения уровня волостей ниже уездов. Эту трёхуровневую систему официально переняла в 1949 году и Китайская Народная Республика. В настоящее время де-факто в КНР существует пять уровней местного самоуправления: провинция, округ, уезд, волость и деревня. В 1980—1990-х годах ряд уездов КНР был преобразован в городские уезды.